# Montpitol
Montpitol település Franciaországban, Haute-Garonne megyében. Lakosainak száma 341 fő (2022. január 1.). Montpitol Roquesérière, Garrigues, Azas, Montastruc-la-Conseillère, Saint-Jean-Lherm és Verfeil községekkel határos.

## Népesség
A település népességének változása:
| Lakosok száma | 141  | 176  | 251  | 369  | 409  | 396  | 387  | 387  | 371  | 341  |
|               | 1968 | 1982 | 1990 | 2006 | 2013 | 2015 | 2017 | 2019 | 2020 | 2022 |